# Hendro Scholtz
Hendro Scholtz (Bethlehem, 22 marzo 1979) è un ex rugbista a 15 sudafricano, in carriera attivo nel ruolo di terza linea e cinque volte internazionale per il Sudafrica.

## Biografia
Professionista nel 2001 nelle file dei Bulls, ebbe il suo sviluppo di carriera ai Lions e successivamente ai Central Cheetahs; esordì in Nazionale nel corso del Tri Nations 2002 a Brisbane contro l'Australia; l'anno successivo fu alla Coppa del Mondo di rugby 2003 dove mise a segno anche una meta, contro l'Uruguay.
Nel novembre 2010 militò in Francia nell'Agen, giunto come rimpiazzo a causa dell'infortunio dell'argentino Alejandro Campos; l'accordo prevedeva un'opzione per la stagione successiva, da esercitarsi a fine campionato.
Nel novembre 2011 si trasferì in Italia nel Rovigo, per poi, a fine stagione, tornare in Sudafrica ai Free State Cheetahs.

## Palmarès

### Internazionale
- Mandela Challenge Plate: 1
Sudafrica: 2002

### Club
- Currie Cup: 3
F.S. Cheetahs: 2005, 2006, 2007
- Vodacom Cup: 1
F.S. Cheetahs: 2000